# Kapala (Sicasso)
Kapala é uma comuna rural do sul do Mali da circunscrição de Sicasso e região de Sicasso. Segundo censo de 1998, havia 8 589 residentes, enquanto segundo o de 2009, havia 10 210. A comuna inclui 4 vilas.